# مافتنگ
مافتنگ (به لاتین: Mafeteng) شهری در ناحیه مافتنگ کشور لسوتو است. این شهر که مرکز ناحیه نیز به شمار می‌رود، در حدود ۷۶ کیلومتری جنوب ماسرو، پایتخت لسوتو قرار دارد. مافتنگ در سرشماری سال ۲۰۱۶ جمعیتی برابر با حدود ۶۱٬۰۰۰ نفر داشت. شهر مرزی وپِنر در آفریقای جنوبی نزدیک‌ترین شهر خارجی به مافتنگ است.